# Рибалочка-крихітка синьоголовий
Рибалочка-крихітка синьоголовий (Ispidina picta) — вид сиворакшоподібних птахів родини рибалочкових (Alcedinidae). Мешкає в Африці на південь від Сахари.

## Опис
Довжина птаха становить 12-13 см. Верхня частина тіла яскраво-темно-синя, нижня частина тіла оранжева або орариста. Голова оранжева, тім'я синє, щоки світло-рожевувато-фіолетові, на шиї з боків невеликі білі плями, горло біле. Дзьоб і лапи червоні.

## Таксономія

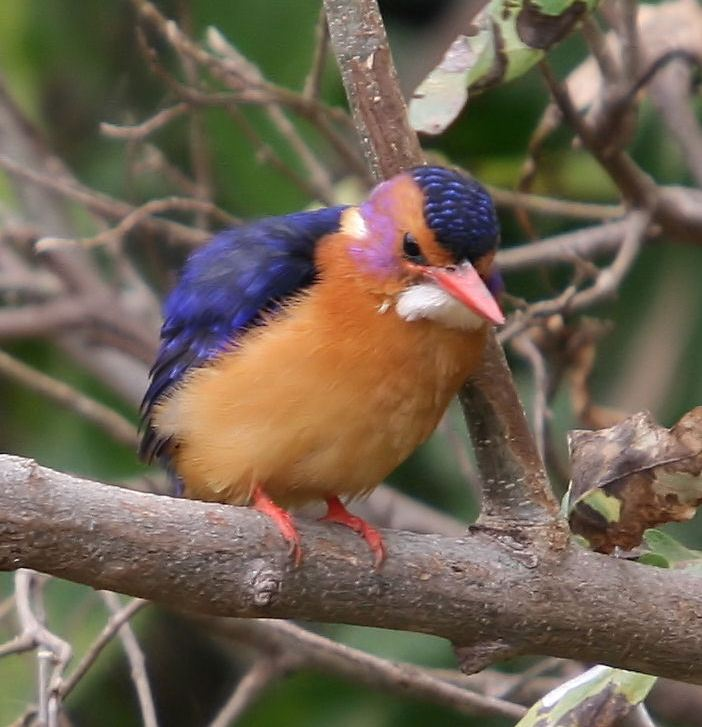
Синьоголовий рибалочка-крихітка

Синьоголовий рибалочка-крихітка був описаний французьким натуралістом Жоржем-Луї Леклерком де Бюффоном в 1780 році в праці «Histoire Naturelle des Oiseaux». Науково вид був описаний в 1783 році, коли голландський натураліст Пітер Боддерт класифікував його під назвою Todier de Juida у своїй праці «Planches Enluminées». Типовою місцевістю виду був визначений Сен-Луї в Сенегалі. Пізніше вид був переведений до роду Ispidina, введеного німецьким зоологом Йоганом Якобом Каупом у 1848 році. Синьоголовий рибалочка-крихітка є типовим видом цього роду.

## Підвиди
Виділяють три підвиди:
- I. p. picta (Boddaert, 1783) — від Сенегалу і Гамбії до Ефіопії і Уганди;
- I. p. ferrugina Clancey, 1984 — від Гвінеї-Бісау до західної Уганди, Анголи, Замбії і південної Танзанії;
- I. p. natalensis (Smith, A, 1832) — від південної Анголи і центральної Танзанії до сходу Південно-Африканської Республіки.

## Поширення і екологія
Синьоголові рибалочки-крихітки живуть в лісах, на луках, саванах і в чагарникових заростях. на висоті до 1500 м над рівнем моря, місцями на висоті до 2000 м над рівнем моря. Живляться комахами, зокрема кониками, богомолами, цвіркунами, тарганами і метеликами, а також павуками, геконами, ящірками, жабами, іноді навіть дрібними крабами. Птахи чатують на здобич, сидячи на низько розташованому сідалі. Гніздяться в норах довжиною 30-60 см, які роблять на піщаних схилах і в термітниках. В кладці від 4 до 6 білих яєць. Ха пташенятами доглядають і самиці, і самці.